# Eta Gredlja
Eta Gredlja (η Car, η Carinae) je dvozvezdje v ozvezdju Gredelj. Imenuje se tudi Čen Še (Tseen She) in Foramen. Do pred kratkim je bila največja znana zvezda v naši Galaksiji. Masa največje zvezde v binarnem sistemu še vedno približno 100 Sončevih. Oddaljenost je 7500 svetlobnih let od Sonca in absolutni izsev 4.000.000 krat večji od Sončevega. Pričakovana življenjska doba ozvezdja je 1 milijon let (našega Sonca 10 milijard let). Nadaljnja prihodnost zvezd je postati supernova ali hipernova, v tem primeru pa bi lahko ob prehodu v to fazo prizadela celo daljnoglede, ki krožijo okrog Zemlje.
Gre torej za izredno masivni zvezdi, ki je že izvrgla ogromne količine snovi v medzvezdni prostor. Ti zvezdi prehajata skozi izredno hitro obdobje, ko nestabilno pulzirata in doživljata zadnje epizode toplotnega premešanja. Sedaj se v njunih sredicah zlivajo vsi kemični elementi od kisika (O) pa do železa (Fe).